# Yellow Cup 2005
Der Yellow Cup XXXIII (2005) in der Schweizer Stadt Winterthur war der 33. Yellow Cup.

## Modus
In dieser Austragung spielten 5 Mannschaften im Modus «Jeder gegen jeden» mit je einem Spiel um den Finaleinzug. Die beiden ersten Mannschaften spielten im Final um den Cup. Bei Punktgleichheit entschied die bessere Tordifferenz.

## Vorrunde

### Rangliste
| Pl. | Land                | Sp. | S | U | N | Tore     | Diff. | Punkte |
| --- | ------------------- | --- | - | - | - | -------- | ----- | ------ |
| 1.  | Schweiz             | 4   | 4 | 0 | 0 | 098:650  | +33   | 8      |
| 2.  | Ägypten             | 4   | 2 | 1 | 1 | 086:720  | +14   | 5      |
| 3.  | Griechenland        | 4   | 2 | 1 | 1 | 091:830  | +8    | 5      |
| 4.  | Kuwait              | 4   | 1 | 0 | 3 | 079:1040 | −25   | 2      |
| 5.  | K-Sports Team Korea | 4   | 0 | 0 | 4 | 074:1040 | −30   | 0      |

### Spiele
| 1. Januar 2005 | Ägypten | 28 : 16 | Kuwait | Eulachhalle |
| 1. Januar 2005 |         |         |        | Eulachhalle |
| 1. Januar 2005 |         |         |        | Eulachhalle |

| 1. Januar 2005 | Griechenland | 27 : 20 | K-Sports Team Korea | Eulachhalle |
| 1. Januar 2005 |              |         |                     | Eulachhalle |
| 1. Januar 2005 |              |         |                     | Eulachhalle |

| 1. Januar 2005 | Kuwait | 14 : 27 | Schweiz | Eulachhalle |
| 1. Januar 2005 |        |         |         | Eulachhalle |
| 1. Januar 2005 |        |         |         | Eulachhalle |

| 1. Januar 2005 | K-Sports Team Korea | 17 : 25 | Ägypten | Eulachhalle |
| 1. Januar 2005 |                     |         |         | Eulachhalle |
| 1. Januar 2005 |                     |         |         | Eulachhalle |

| 1. Januar 2005 | Schweiz | 22 : 17 | Griechenland | Eulachhalle |
| 1. Januar 2005 |         |         |              | Eulachhalle |
| 1. Januar 2005 |         |         |              | Eulachhalle |

| 2. Januar 2005 | Ägypten                | 16 : 22 | Schweiz                    | Eulachhalle Zuschauer: 1500 Schiedsrichter: Kaschütz/Reisinger |
| 2. Januar 2005 | meiste Tore: Belal (5) | (9 : 9) | meiste Tore: Liniger (7/6) | Eulachhalle Zuschauer: 1500 Schiedsrichter: Kaschütz/Reisinger |
| 2. Januar 2005 | Strafen: 3×            | [ 2 ]   | Strafen: 2×                | Eulachhalle Zuschauer: 1500 Schiedsrichter: Kaschütz/Reisinger |

| 2. Januar 2005 | K-Sports Team Korea | 19 : 25 | Kuwait | Eulachhalle |
| 2. Januar 2005 |                     |         |        | Eulachhalle |
| 2. Januar 2005 |                     |         |        | Eulachhalle |

| 2. Januar 2005 | Griechenland | 17 : 17 | Ägypten | Eulachhalle |
| 2. Januar 2005 |              |         |         | Eulachhalle |
| 2. Januar 2005 |              |         |         | Eulachhalle |

| 2. Januar 2005 | Schweiz                | 27 : 18  | K-Sports Team Korea                                        | Eulachhalle Zuschauer: 1500 Schiedsrichter: Kaschütz/Reisinger |
| 2. Januar 2005 | meiste Tore: Furer (5) | (12 : 5) | meiste Tore: Hideyuki, Marcinkevicius & Sang-Min Oh (je 3) | Eulachhalle Zuschauer: 1500 Schiedsrichter: Kaschütz/Reisinger |
| 2. Januar 2005 | Strafen: 2×            | [ 2 ]    | Strafen: 2×                                                | Eulachhalle Zuschauer: 1500 Schiedsrichter: Kaschütz/Reisinger |

| 2. Januar 2005 | Kuwait | 24 : 30 | Griechenland | Eulachhalle |
| 2. Januar 2005 |        |         |              | Eulachhalle |
| 2. Januar 2005 |        |         |              | Eulachhalle |

## Final
| 2. Januar 2005 | Schweiz                | 19 : 23  | Ägypten                     | Eulachhalle Zuschauer: 1500 Schiedsrichter: Falcone/Rätz |
| 2. Januar 2005 | meiste Tore: Joder (6) | (9 : 11) | meiste Tore: El Ahmar (9/2) | Eulachhalle Zuschauer: 1500 Schiedsrichter: Falcone/Rätz |
| 2. Januar 2005 | Strafen: 4×            | [ 2 ]    | Strafen: 2×                 | Eulachhalle Zuschauer: 1500 Schiedsrichter: Falcone/Rätz |

## Torschützenliste
Bei gleicher Anzahl von Treffern sind die Spieler alphabetisch geordnet.
| Pl. | Spieler        | Land   | Tore |
| --- | -------------- | ------ | ---- |
| 1.  | Meshil Alenezi | Kuwait | 20   |

## Auszeichnungen
| Auszeichnung          | Spieler                          | Land                |
| --------------------- | -------------------------------- | ------------------- |
| Attraktivster Spieler | Mohmed Keschk                    | Ägypten             |
| Bester Torhüter       | Antoine Ebinger                  | Schweiz             |
| Fairnesspreis         | -                                | K-Sports Team Korea |
| Beste Schiedsrichter  | Stefan Vitzthum/Frabcis Choquard | Schweiz             |
| Publikumspreis        | -                                | Schweiz             |
| Besondere Verdienste  | Gisela Harrer/Ursi Häberli       | Hotel Banana City   |